# Odontesthes mirinensis
Odontesthes mirinensis är en fiskart som beskrevs av Bemvenuti, 1996. Odontesthes mirinensis ingår i släktet Odontesthes och familjen Atherinopsidae. Inga underarter finns listade i Catalogue of Life.